# 民部省札

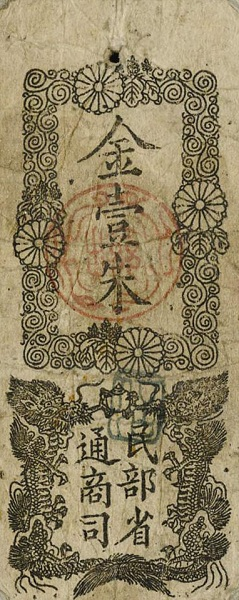
民部省札

民部省札（みんぶしょうさつ）は、明治2年11月15日（1869年）から翌年にかけて明治政府の民部省によって発行された政府紙幣（不換紙幣）。太政官によって発行された太政官札の補完の役割を果たした。
明治政府の成立後、江戸幕府発行の貨幣に替わるものとして太政官札（金札）5種（10両・5両・1両・1分・1朱）が発行されたが、財政補完を目的として高額金札ばかりが発行され、1分・1朱がほとんど発行されなかったために、民間の需要に応えることが出来なかった。そのため、民部省によって2分・1分・2朱・1朱、計4種類の紙幣が総額にして750万両分発行された。これが民部省札である。民部省札1両は太政官札1両と交換することが可能であった。ただし、あくまでもこれは新紙幣流通までのものであるとして通用期間は5年と定められていた。だが、明治政府の基盤が固まっていなかったこともあり、太政官札ともども偽札が各地で作られた。
太政官札と同様に旧来の藩札を踏襲した紙幣であり、太政官札と同じ理由で偽造を誘発する原因の1つとなった。太政官札に比べると券面の寸法がやや縦に細長い形式となっている。表面に双竜、裏面に鳳凰と竜馬の図柄が用いられ、他に菊花紋章、桐紋、桐葉、瑞雲などがあしらわれている。
明治4年（1871年）に発行された新しい紙幣（明治通宝）との交換が開始され、明治6年（1873年）3月30日には金札交換公債証書条令が公布されて太政官札・民部省札は原則として年6分利付公債と引換に回収されることとなり、大蔵省より明治9年（1876年）6月30日に民部省札の通用・交換を停止するとする通達が出された。
だが、回収に時間がかかったために最終的には明治11年（1878年）9月30日を期限として通用・交換が停止され、その残務処理を含めて翌年の明治12年（1879年）までにその回収をほぼ終えることとなった。